# AMC Gremlin
AMC Gremlin (також American Motors Gremlin) — субкомпактний автомобіль, представлений у 1970 році, виготовлений і проданий в однодверному стилі кузова (1970–1978) корпорацією American Motors (AMC), а також у Мексиці (1974–1978) дочірньою компанією AMC Vehículos Automotores Mexicanos (VAM).
Використовуючи укорочену платформу Hornet і кузов з вираженим хвостом kammback, Gremlin був класифікований як економічний автомобіль і конкурував з Chevrolet Vega і Ford Pinto, а також з імпортними автомобілями, включаючи Volkswagen Beetle і Toyota Corolla. Невеликий вітчизняний автовиробник рекламував Gremlin як "перший імпортований автомобіль, виготовлений в Америці".
За одне покоління Gremlin досяг 671 475 штук. Він був замінений оновленим і переглянутим варіантом, AMC Spirit, що випускався з 1979 по 1983 рік. Це сталося через довгий час після виходу на пенсію Ford Pinto, який постраждав від історій про вибух бензобаків, а також Chevrolet Vega з його іржавими кузовами, довговічністю, проблемами з його алюмінієвим двигуном.

## Двигуни
- 1,984 л VW EA831 I4
- 3,258 л AMC 199 I6
- 3,801 л AMC 232 I6
- 4,230 л AMC 258 I6
- 4,978 л AMC 304 V8

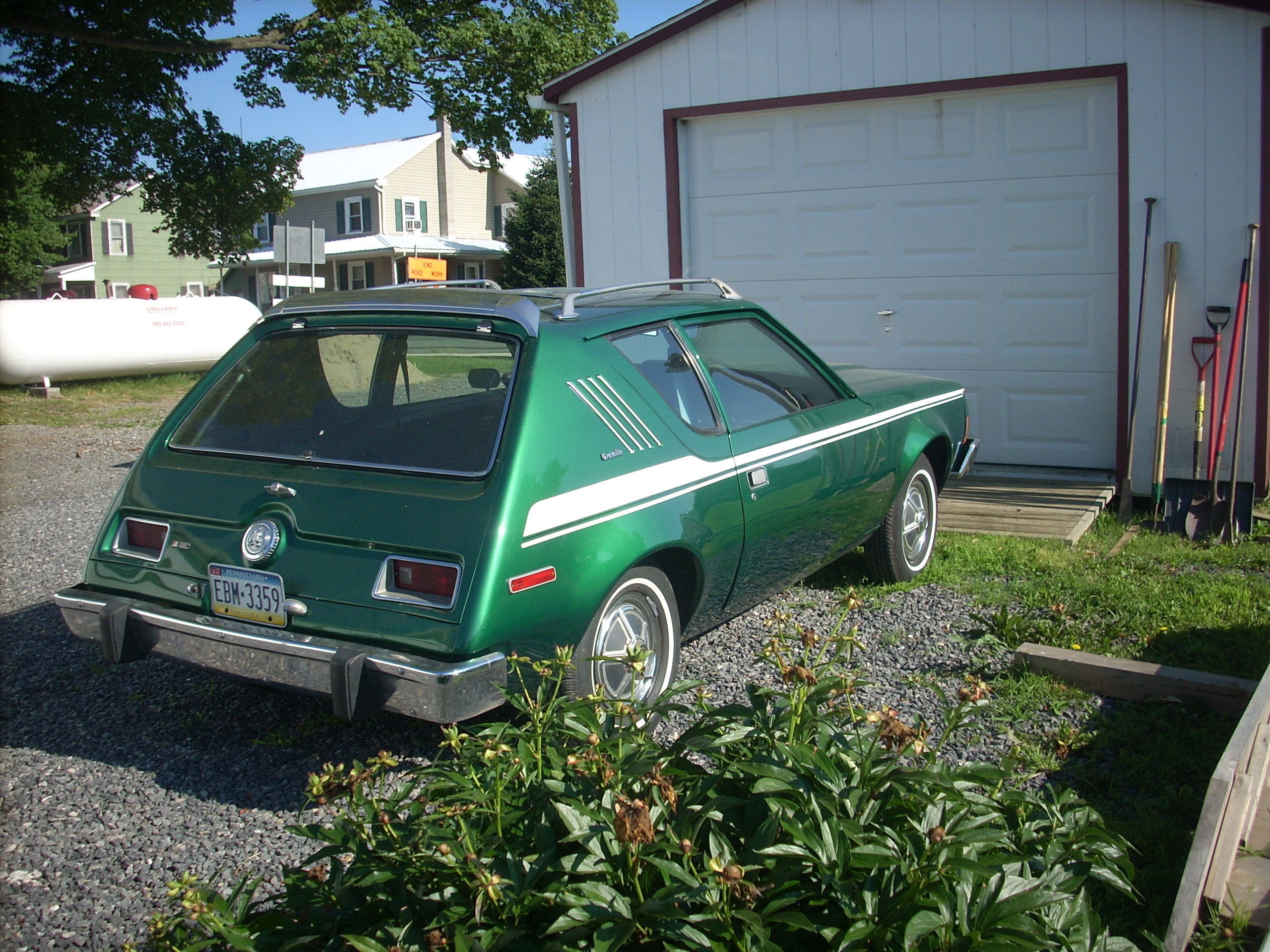
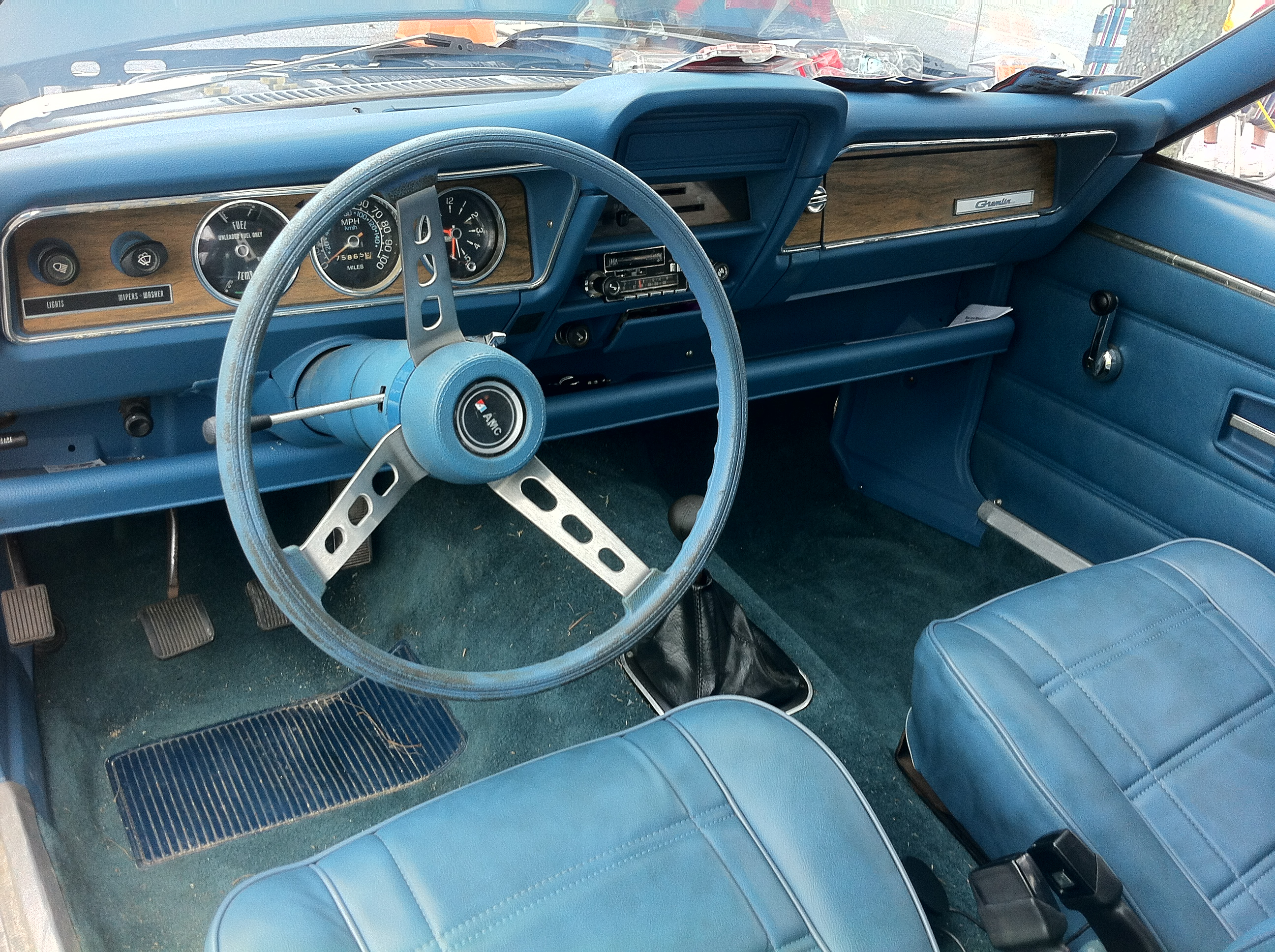
AMC Gremlin (1970-1977)
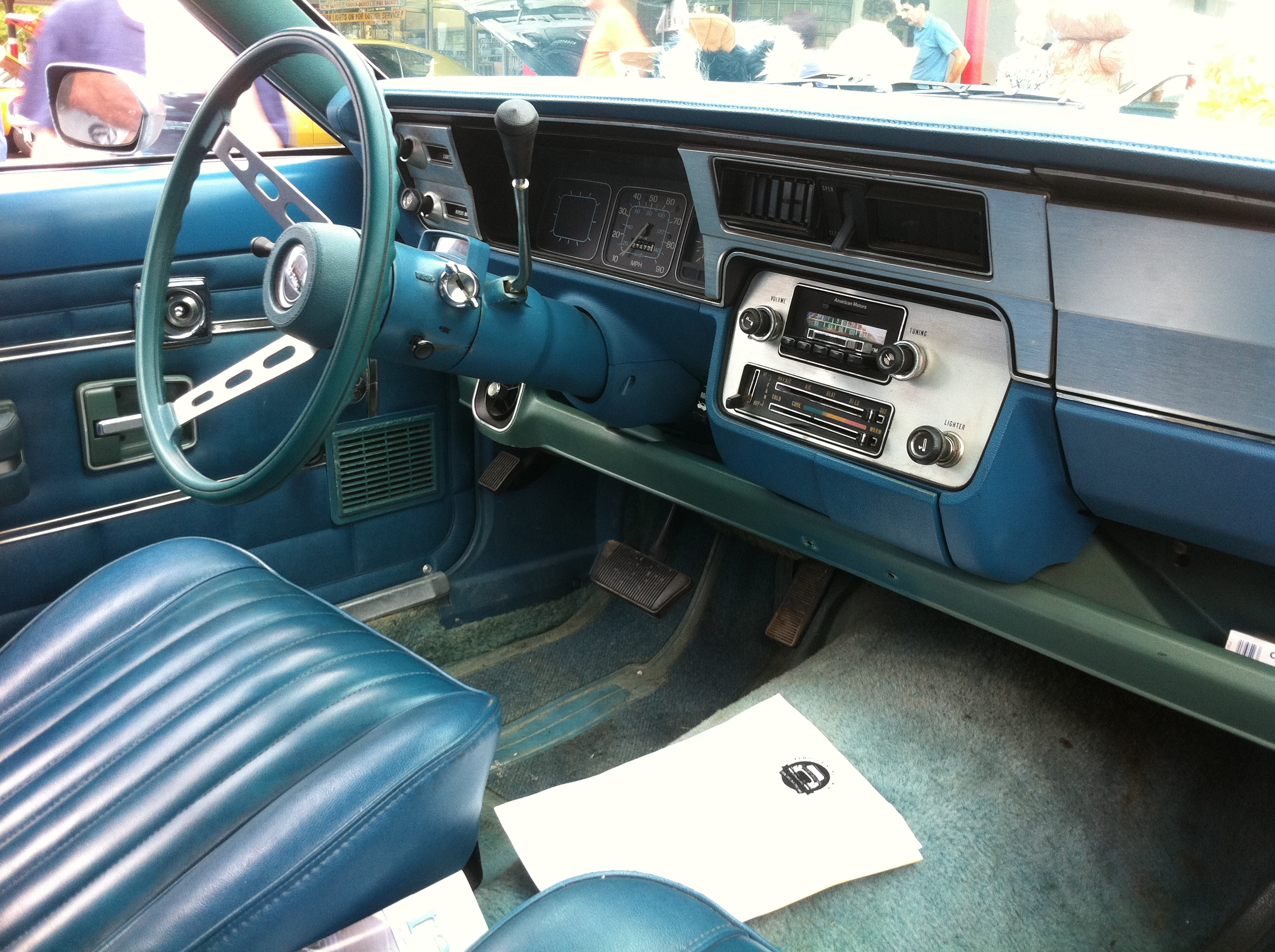
AMC Gremlin (1978)